# Segunda División 1932-1933 (Spagna)
L'edizione 1930-31 della Segunda División fu il quinto campionato di calcio spagnolo di seconda divisione. Il campionato vide la partecipazione di 10 squadre. La prima ottenne la promozione in Primera División mentre l'ultima retrocesse in Tercera División, campionato che all'epoca rappresentava la terza divisione spagnola.

## Squadre partecipanti
- Athlétic Madrid (Madrid)
- Castellón (Castellón)
- Celta Vigo (Vigo)
- Deportivo La Coruña (La Coruña)
- Osasuna (Pamplona)
- Real Murcia (Murcia)
- Real Oviedo (Oviedo)
- Real Unión (Irún)
- Siviglia (Siviglia)
- Sporting Gijón (Gijón)

## Classifica finale
|  | Pos. | Squadra             | Pt | G  | V  | N | P  | GF | GS | DR  |
|  | ---- | ------------------- | -- | -- | -- | - | -- | -- | -- | --- |
|  | 1.   | Oviedo              | 27 | 18 | 12 | 3 | 3  | 58 | 26 | +32 |
|  | 2.   | Athlétic Madrid     | 24 | 18 | 10 | 4 | 4  | 40 | 35 | +5  |
|  | 3.   | Murcia FC           | 20 | 18 | 9  | 2 | 7  | 33 | 41 | -8  |
|  | 4.   | Unión Irun          | 20 | 18 | 9  | 2 | 7  | 51 | 36 | +15 |
|  | 5.   | Deportivo La Coruña | 20 | 18 | 8  | 4 | 6  | 38 | 38 | 0   |
|  | 6.   | Sporting Gijón      | 18 | 18 | 8  | 2 | 8  | 49 | 40 | +9  |
|  | 7.   | Celta Vigo          | 17 | 18 | 8  | 1 | 9  | 36 | 38 | -2  |
|  | 8.   | Osasuna             | 17 | 18 | 7  | 3 | 8  | 45 | 47 | -2  |
|  | 9.   | Siviglia            | 13 | 18 | 5  | 3 | 10 | 29 | 38 | -9  |
|  | 10.  | Castellón           | 4  | 18 | 2  | 0 | 16 | 14 | 51 | -40 |

### Verdetti
- Oviedo promosso in Primera División 1933-1934.
- Castellón retrocesso in Tercera División.

## Tabellone
|                 | AMa  | Cas  | Cel  | Dep  | Mur  | Osa  | Ovi  | RUn  | SGi  | Sev  |
| --------------- | ---- | ---- | ---- | ---- | ---- | ---- | ---- | ---- | ---- | ---- |
| Atletico Madrid | –––– | 8-1  | 2-0  | 0-0  | 4-2  | 1-5  | 3-0  | 4-2  | 2-0  | 2-1  |
| Castellon       | 3-4  | –––– | n-d  | n-d  | n-d  | 1-3  | 0-2  | 3-0  | n-d  | 1-3  |
| Celta           | 2-3  | 4-1  | –––– | 4-1  | 1-2  | 3-1  | 2-1  | 4-2  | 3-4  | 4-1  |
| Deportivo       | 1-1  | 4-0  | 7-2  | –––– | 1-1  | 5-0  | 3-1  | 5-0  | 4-3  | 3-1  |
| Murcia          | 4-1  | 1-0  | 1-2  | 1-0  | –––– | 2-1  | 1-3  | 2-1  | 5-1  | 3-2  |
| Osasuna         | 2-2  | 1-2  | 4-2  | 8-1  | 6-1  | –––– | 3-3  | 1-2  | 3-2  | 4-0  |
| Oviedo          | 5-1  | 8-1  | 2-1  | 6-1  | 3-0  | 7-1  | –––– | 2-0  | 3-3  | 5-1  |
| Real Union      | 7-1  | 6-0  | 3-0  | 7-1  | 9-1  | 3-3  | 2-2  | –––– | 3-1  | 3-2  |
| Sporting Gijon  | 0-1  | 6-1  | 3-1  | 2-0  | 2-2  | 8-2  | 2-3  | 5-1  | –––– | 5-1  |
| Sevilla         | 0-0  | 4-0  | 1-1  | 1-1  | 3-1  | 3-1  | 1-2  | 1-2  | 5-2  | –––– |

### Record
- Maggior numero di vittorie:  Oviedo (12)
- Minor numero di sconfitte:  Oviedo (3)
- Migliore attacco:  Oviedo (58 reti segnate)
- Miglior difesa:  Oviedo (26 reti subite)
- Miglior differenza reti:  Oviedo (+32)
- Maggior numero di pareggi:  Atlético Madrid,  Deportivo La Coruña (4)
- Minor numero di pareggi:  Castellón (0)
- Maggior numero di sconfitte:  Castellón (16)
- Minor numero di vittorie:  Castellón (2)
- Peggior attacco:  Castellón (14 reti segnate)
- Peggior difesa:  Castellón (54 reti subite)
- Peggior differenza reti:  Castellón (-40)